# Xã Indiana, Quận Lincoln, Kansas
Xã Indiana (tiếng Anh: Indiana Township) là một xã thuộc quận Lincoln, tiểu bang Kansas, Hoa Kỳ. Năm 2010, dân số của xã này là 171 người.